# Remirea
Genre
Classification APG III (2009)
Remirea est un genre monospécifique de plante herbacée néotropical appartenant à la famille des Cyperaceae.
Sa seule espèce est le type Remirea maritima Aubl., 1775.
Remirea tient son nom de Rémire, commune de l'île de Cayenne en Guyane.

## Histoire naturelle
En 1775, le botaniste Aublet propose la diagnose suivante : 
« REMIREA. (Tabula 16.)

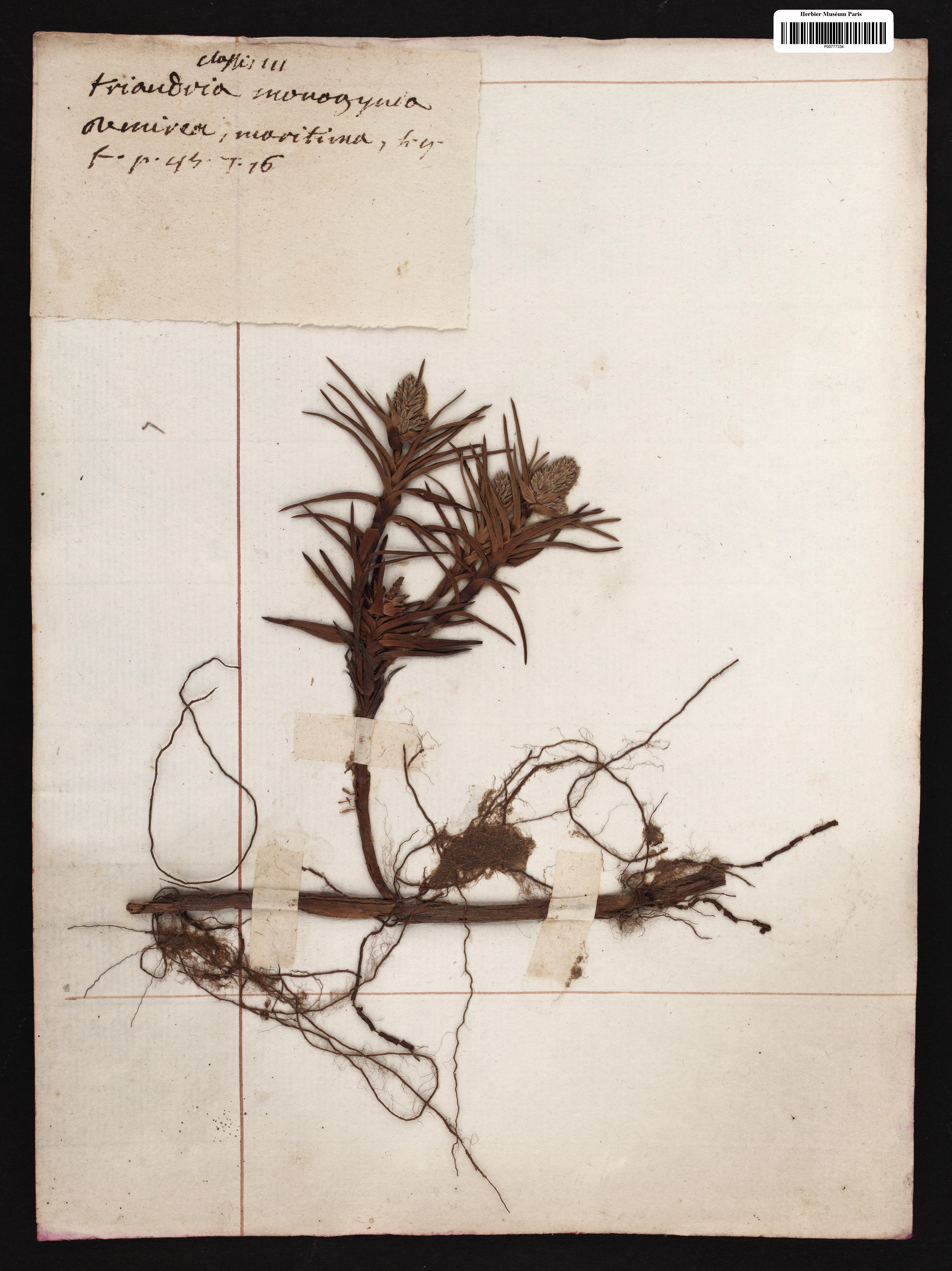
échantillon type de Remirea maritima collecté par Aublet en Guyane

CAL. Gluma bivalvis, valvulis concavis, acutis, alterá minore.
COR. bivalvis, calice minor ; valvulis tenuioribus, oblongis, acutis, concavis, inæqualibus.
STAM. Filamenta tria, longiſſima, receptaculo germinis inſerta, & ipfi oppoſita. Antheræ oblongæ, acutæ, biloculares.
PIST. Germen oblongum, trigonum. Stylus longus. Stigmata tria, filiformia, acuta.
PER. corolla ſemen obveſtiens.

SEM. unicum, trigonum, corolla incluſum. »